# Volh
Volh je bil pri starih Slovanih svečenik, napovedovalec prihodnosti, pogosto tudi mag, vrste šamana. Dejavnost volha je bila povezana s kultem htonskega boga Velesa. V njem lahko vidimo tudi aspekte animizma in šamanizma. 

## Etimologija
Beseda volh, влъснѫти, pomeni nejasno govoriti, momljati, iz česar sledi, da so volhi tudi zdravili, glavno sredstavo zdravljenja pa je bila beseda in zagovor. 
Po mnenju  V. V Ivanova  in  V. N. Toporova  je beseda sorodna »lasem«, da je torej povezana z nošenjem dolgih las.

## Družbena vloga in sakralna funkcija
Volhi so izvajali tudi daritve in imeli stik z onstranstom skozi obredne plese. Prav tako so bili zdravilci. Volhi so bili spoštovan sloj ljudi, čeprav naj bi imeli različno vlogo kot  žreci. 
Kot pravi kronika  Zgodovina minulih let o začetku krščanstva med Rusi so volhi vodili upor proti novi religiji, npr. v Suzdalu leta 1024 ali Novgorodu leta 1071. Viri ne govorijo o volhih in njihovemu žrtvovanju ljudi, ki naj bi bil v Kijevu leta 980 in 983 pod knezom Vladimirjem. 
Nova vlada in cerkev sta surovo preganjali volhe. Leta 1227 so v Novgorodu štiri izmed njih sežgali.
Keltski sinonim volhom je druid. 

## Sodobni volhi
V sodobnem slovanskem rodnoverju se vodje svojih žup imenujejo pogosto volhi ali žreci in vodijo duhovne obrede.